# 维塔利·鲍里索维奇·马尔金
维塔利·鲍里索维奇·马尔金（俄语：Вита́лий Бори́сович Ма́лкин，1952年9月16日—），俄罗斯犹太裔商人，现拥有俄罗斯、塞浦路斯、以色列三重国籍。他是七大银行寡头的成员，曾与格鲁吉亚商人毕齐纳·伊万尼什维利合作建立俄罗斯信贷银行，1994年担任该银行总裁。